# Margarida de Valois
Margarida de França ou Margarida de Valois, mais conhecida como Rainha Margot (em francês:  Marguerite de France; Castelo de Saint-Germain-en-Laye, 14 de maio de 1553 — Paris, 27 de março de 1615), foi uma princesa francesa da dinastia Valois, que tornou-se rainha consorte de Navarra e depois também da França.
Por seu casamento com Henrique III de Navarra (mais tarde Henrique IV de França), ela foi rainha de Navarra e depois da França na ascensão de seu marido ao trono em 1589. Seu casamento foi anulado em 1599 por decisão do Papa. Ela era filha do rei Henrique II de França e da rainha Catarina de Médici e irmã dos reis Francisco II, Carlos IX e Henrique III.
Seu casamento, que foi para celebrar a reconciliação entre Católicos e Huguenotes, foi manchado pelo Massacre da noite de São Bartolomeu e pela retomada dos problemas religiosos que se seguiram. No conflito entre Henrique III e os Descontentes, ela tomou o lado de Francisco, Duque de Anjou, seu irmão mais novo, causando uma profunda aversão do rei contra ela.
Como Rainha de Navarra, ela também desempenhou um papel de pacificação nas relações tempestuosas entre seu marido e a monarquia francesa. Dividindo-se entre as duas cortes, ela se esforçou para levar uma feliz vida conjugal, mas a esterilidade do casal e as tensões políticas inerentes nas Guerras Religiosas da França causaram o fim de seu casamento. Maltratada por um sombrio irmão, rejeitada por um marido oportunista, ela escolheu o caminho da oposição em 1585. Ela tomou o lado da Liga Católica e foi forçada a viver em Auvérnia em um exílio que durou vinte anos.
Bem conhecida como uma mulher de letras, uma mente iluminada e uma patrona extremamente generosa, ela desempenhou um papel considerável na vida cultural da corte, especialmente após seu retorno do exílio em 1605. Ela foi um vetor do Neoplatonismo, que pregava a supremacia do amor platônico sobre o amor físico. Enquanto estava aprisionada, aproveitou o tempo para escrever suas Memórias. Ela foi a primeira mulher a ter feito isso. Ela era, de fato, uma das mulheres mais elegantes da época, e influenciou muitas das cortes reais da Europa com suas roupas.
Ela foi vítima de uma tradição historiográfica que demoliu a importância de suas ações na esfera política da época, ao fortalecer a transição dinástica do Valois para o Bourbon, dando crédito à difamação e calúnia distribuídas em sua conta que criou e transmitiu ao longo dos séculos o mito de uma mulher bonita, culta, ninfomaníaca e incestuosa. Esta lenda enraizou-se em torno do famoso apelido Rainha Margot (La Reine Margot), inventado por Alexandre Dumas, pai.

## Infância

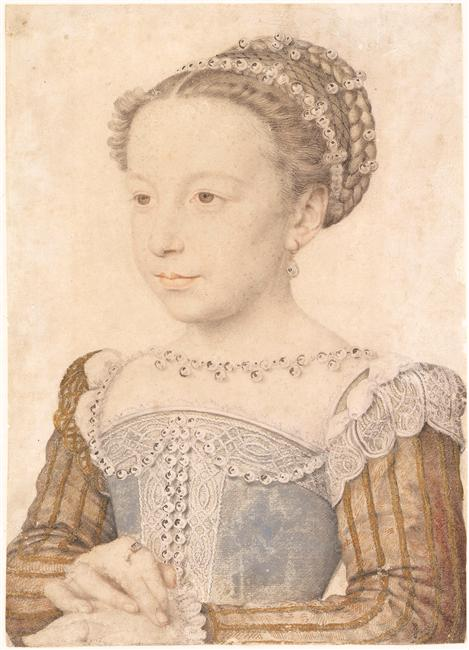
Princesa Margarida de Valois. Retrato por François Clouet, Século XVI.

Margarida de Valois nasceu em 14 de maio de 1553, no Castelo de Saint-Germain-en-Laye; foi a sétima criança e a terceira filha de Henrique II e de Catarina de Médici. Seus irmãos a apelidaram de Margot. Três de seus irmãos se tornariam reis da França: Francisco II, Carlos IX e Henrique III. Sua irmã, Isabel de Valois, se tornaria a terceira esposa do rei Felipe II de Espanha.
Sua infância foi passada no berçário real francês do Castelo de Saint-Germain-en-Laye com suas irmãs Elisabeth e Claude, sob o cuidado de Charlotte de Vienne, baronesa de Courton, "uma senhora sábia e virtuosa muito atada aos religião católica". Após os casamentos de suas irmãs, Margaret cresceu no Castelo de Amboise com seus irmãos Henrique e Francisco.
Na corte francesa, ela estudou gramática, clássicos, história e Escritura Sagrada. Margarida aprendeu a falar italiano, espanhol, latim e grego, além de seu francês nativo. Ela também era competente em prosa, poesia, equitação e dança. Ela viajou com sua família e a corte na grande turnê da França (1564-1566). Durante esse período, Margarida teve experiência direta da perigosa e complexa situação política na França, e aprendeu com sua mãe a arte da mediação política.

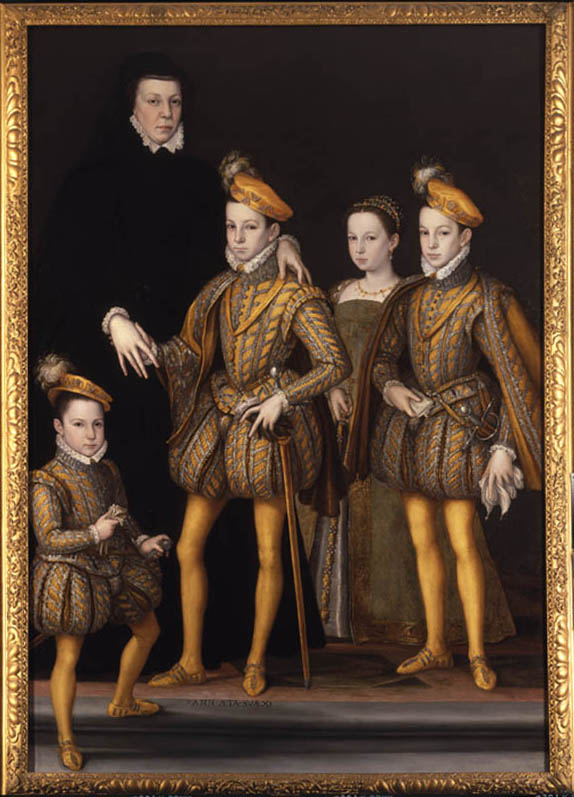
Catarina de Médici com seus filhos em 1561: Francisco, Carlos IX, Margarida e Henrique.

Em 1565, Catarina encontrou-se com o ministro chefe de Felipe II da Espanha, o Duque de Alba, em Baiona, na esperança de organizar um casamento entre Margarida e Carlos, Príncipe das Astúrias. No entanto, Alba recusou qualquer consideração de um casamento dinástico. Outras negociações de casamento, uma conduzida pelo diplomata Jean Nicot para casá-la com o Rei Sebastião I de Portugal e outra para casá-la com o Arquiduque Rodolfo II, também não obtiveram sucesso.
Durante a adolescência, ela e seu irmão Henrique eram amigos muito próximos. Em 1568, deixando a corte para comandar os exércitos reais, confiou a sua irmã de 15 anos a defesa de seus interesses com sua mãe.
Suas palavras me inspiraram resoluções e poderes que eu não pensava possuir antes. Eu tinha naturalmente um grau de coragem, e, assim que me recuperei do meu espanto, descobri que eu era uma pessoa bastante alterada. Seu discurso me agradou e me fez ter uma confiança em mim mesma; e eu descobri que eu me tornei mais consequência do que eu jamais havia concebido que já era.
Encantada com esta missão, ela a cumpriu conscienciosamente, mas Henrique não mostrou gratidão ao retornar, de acordo com suas Memórias. Ele descobriu o caso secreto de Margarida com Henrique de Guise - filho do falecido Duque de Guise - e seu plano presuntivo de casamento (alguns historiadores sugeriram que o duque era o amante de Margarida, mas nada confirma essa teoria). Quando Catarina descobriu isso, ela arrancou sua filha da cama. Catarina e Carlos então a espancaram e enviaram Henrique de Guise para longe da corte.
Este episódio talvez seja a raiz de um "ódio fraternal duradouro" entre Margarida e seu irmão Henrique, bem como o distanciamento igualmente duradouro das relações com sua mãe.

## Casamento com Henrique III

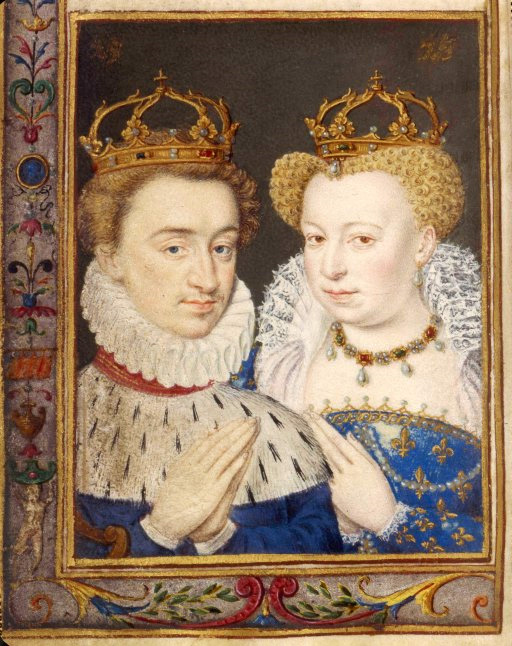
Henrique III de Navarra e Margarida de Valois

Em 1570, Catarina de Médici estava buscando um casamento entre Margarida e Henrique de Navarra, o jovem líder do Partido Protestante. Esperava-se que esta união reunisse os laços familiares, já que os Bourbons faziam parte da família real francesa e eram os parentes mais próximos do raça reinante dos Valois, e, supostamente, determinar-se a reconciliação entre católicos e protestantes que estavam se enfrentando na Terceira Guerra de Religião.
As negociações são iniciadas entre Catarina de Médici e Joana D'Albret, mãe de Henrique, rainha de Navarra e defensora ferrenha dos huguenotes. As negociações foram longas e difíceis. Joana D'Albret exige a conversão de Margarida ao protestantismo, mas esta não cede a sua exigência. No fim, Joana acaba dando consentimento para o casamento em troca de um considerável dote pago por sua nora. Em 11 de abril de 1572, Margarida estava noiva de Henrique de Navarra. Em uma de suas cartas a Henrique, sua mãe, Joana D'Albret, escreveu sobre Margarida: "Ela francamente me ganhou com a impressão favorável que ela formou de você. Com sua beleza e inteligência, ela exerce uma grande influência sobre a Rainha Mãe e o Rei e os Senhores seus irmãos mais novos". Com o falecimento da Rainha Joana, Henrique torna-se o novo Rei de Navarra.
O casamento entre uma católica e um protestante foi controverso. O Papa Gregório XIII se recusou a conceder uma dispensa pontifical para o casamento, dada a diferença de religião do casal nupcial. Mesmo sem a dispensa, o casamento da Margarida, aos 19 anos, com Henrique, ocorreu em 18 de agosto de 1572 na Catedral de Notre Dame, em Paris, pouco tempo depois da morte de Joana. Margarida, obrigada por seu irmão, Carlos IX de França, e por sua mãe, casa-se a contragosto com o soberano que considerava um herege de um reino residual. O Rei de Navarra teve que permanecer fora da catedral durante a missa, onde seu lugar foi ocupado pelo Duque de Anjou.
François Eudes de Mézeray, historiador do século XVII, inventou a lenda de que Margarida foi forçada a casar com o rei de Navarra com um pequeno empurrão na parte de trás da cabeça por seu irmão Carlos IX. Esta é uma das anedotas que criou o mito da "Reine Margot".

## A Noite de São Bartolomeu
Apenas seis dias após o casamento, no dia 24 de agosto, a pretendida reconciliação entre católicos e protestantes revelou-se uma farsa quando, coordenados pela Rainha Mãe, Catarina de Médici (quem realmente detinha o poder), facções católicas desencadearam uma ação que resultou no assassinato de líderes protestantes e um verdadeiro massacre de huguenotes que haviam se reunido em Paris para a festa do casamento. Esse episódio ficou conhecido como "A Noite de São Bartolomeu", por haver ocorrido no dia dedicado ao santo católico.

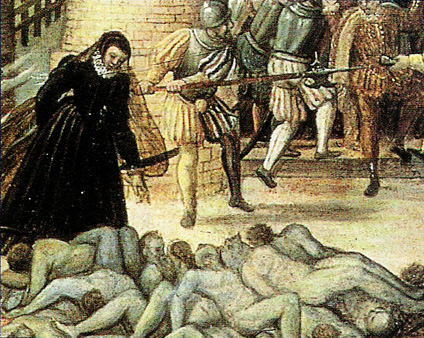
Massacre da Noite de São Bartolomeu. Catarina de Médici emergiu do castelo do Louvre para inspecionar um monte de corpos em uma pintura de François Dubois, um pintor huguenote.

Isso se deve as Guerras Religiosas na França, que ocorreram entre o período de 1562 a 1598, com disputas faccionais entre as casas aristocráticas da França, como a Casa de Bourbon e a Casa de Guise (Lorena). Devido ao perigo iminente, Henrique de Navarra decide fingir uma conversão ao catolicismo para salvar sua vida. Por ter sido próximo da Noite de são Bartolomeu, o casamento de Margarida e Henrique ficou conhecido como o "Casamento Vermelho".
Em suas Memórias, Margarida lembrou que salvou a vida de vários protestantes proeminentes, durante o massacre, mantendo-os em seus aposentos e recusando-se a admitir a entrada dos assassinos. Seu testemunho sobre o massacre em suas Memórias é o único que vem da família real. Esses fatos inspiraram Alexandre Dumas em seu famoso romance A Rainha Margot (1845).
Após o dia de São Bartolomeu, Catarina de Médici propôs a Margarida que seu casamento fosse anulado, mas ela respondeu que isso era impossível porque ela já tinha tido relações sexuais com Henrique e era "em todos os sentidos" sua esposa. Mais tarde ela escreveu nas suas Memórias: "Eu suspeitei que o plano de me separar do meu marido fosse para fazer algum mal contra ele".
Na libelle Le Réveil-matin des Français escrita por um autor anónimo huguenote em 1574 contra a família real, Margarida foi acusada pela primeira vez de incesto com seu irmão Henrique. Esta calúnia é outra das anedotas sobre o mito da "Reine Margot".

## A conspiração dos Descontentes

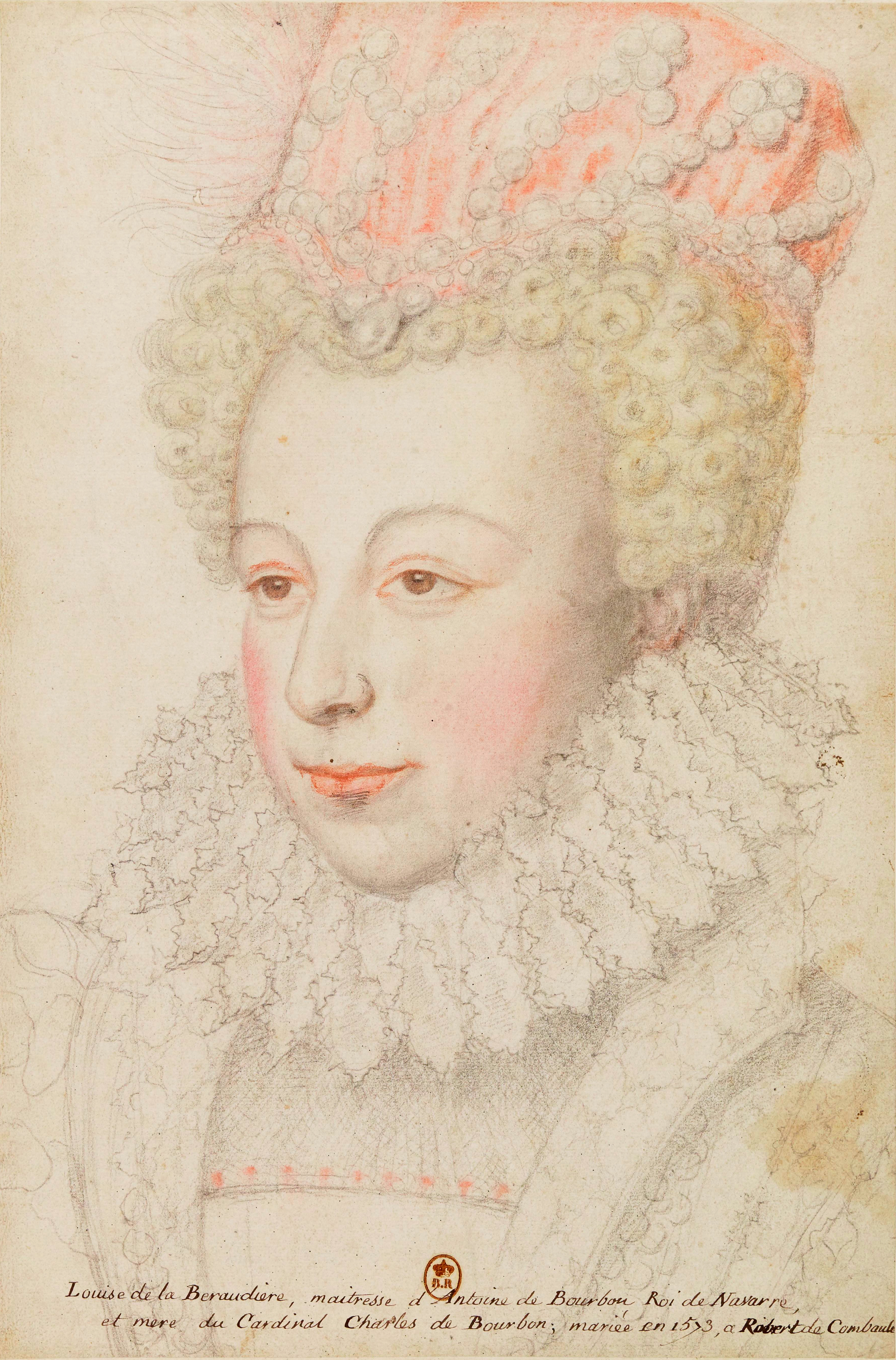
Margarida, Rainha de Navarra.
Retrato por François Clouet, cerca de 1572. Dom João de Áustria foi à corte francesa apenas para vê-la. Mais tarde ele proclamou: "A beleza dessa princesa é mais divina do que humana, mas ela é condenada e arruinar os homens ao invés de salvá-los".

Em 1573, enquanto frágil estado mental de Carlos IX e sua constituição deterioraram-se ainda mais, o herdeiro presuntivo, seu irmão Henrique, é eleito rei da Polônia. Devido ao apoio de Henrique em reprimir o culto protestante, os lordes católicos moderados, chamados de "Descontentes", apoiaram uma conspiração para elevar o irmão mais novo de Carlos, Francisco de Alençon, ao trono da França em vez dele. Alençon estava aparentemente disposto a comprometer-se em assuntos religiosos, tornando-se uma opção atraente para aqueles que estavam cansados da violência. Aliados com os Protestantes, os Descontentes executaram várias tramas para conquistar o poder.
Devido à sua inclinação para com seus dois irmãos mais velhos, Margarida inicialmente denunciou a trama em que o marido estava envolvido, mas depois mudou de lado na esperança de se tornar um elo indispensável entre apoiantes católicos moderados e os apoiantes huguenotes do rei da Navarra.
Em abril de 1574, a conspiração foi exposta, os líderes da trama foram presos e decapitados, incluindo Joseph de Boniface de La Môle, suposto amante de Margarida. Após o fracasso da conspiração, Francisco e Henrique foram mantidos prisioneiros no Castelo de Vincennes. Margarida escreveu uma carta suplicando por seu marido, a Supporting Statement for Henry of Bourbon (Declaração de Apoio para Henrique de Bourbon). Ela recordou em suas Memórias:
Meu marido, sem um conselheiro para ajudá-lo, me pediu para elaborar sua defesa de tal forma que ela não envolvesse qualquer pessoa e, ao mesmo tempo, limpa-se meu irmão e ele próprio de qualquer criminalidade de conduta. Com a ajuda de Deus, realizei esta tarefa para sua grande satisfação e para a surpresa dos comissários, que não esperavam encontrá-los tão bem preparados para se justificar.
Após a morte de Carlos IX, e a ascensão de Henrique III de França, Francisco e Henrique foram deixados em liberdade (embora sob vigilância) e até permitidos na corte, mas o novo rei não perdoou nem esqueceu a traição de Margarida.
As relações entre Henrique e Margarida deterioraram-se. Margarida não ficou grávida, embora Henrique continuasse a cumprir seu dever conjugal assiduamente. Ele também teve muitas amantes e traía abertamente Margarida com Charlotte de Sauvé, dama de honra de Catarina de Médici, causadora de muitas intrigas. Charlotte também causou discórdia entre Alençon e Navarra, ambos seus amantes, estragando a tentativa de Margarida de formar uma aliança entre seu marido e o irmão mais novo. No final, Margarida, com muito trabalho, consegue reconciliá-los.
Este episódio deixou claro que, apesar da infidelidade frequente, o casamento de Henrique de Navarra e Margarida de Valois era uma sólida aliança política. Na realidade, Henrique apenas se relacionava com sua esposa quando ela era útil aos seus interesses, não hesitando em abandoná-la se fosse necessário. Por sua parte, Margarida teria aproveitado a ausência de ciúmes de seu marido para ter um caso com o famoso Louis de Bussy d'Amboise.
Alençon e Navarra finalmente conseguiram escapar, um em setembro de 1575 e o outro em 1576. Henrique nem sequer advertiu sua esposa de sua partida. Margarida encontrou-se confinada em seus aposentos no Louvre, vigiada por dois guardas, sob suspeita de ser cúmplice de seu marido. Ela escreveu em suas Memórias:
Além disso, achei um prazer secreto, durante meu confinamento, na leitura dos bons livros, aos quais eu me entreguei com um deleite que nunca antes experimentei. [...] O meu cativeiro e a consequente solidão me proporcionaram a dupla vantagem de excitar a paixão pelos estudos, e uma inclinação para a devoção, vantagens que nunca experimentara durante as vaidades e os esplendores da minha prosperidade.
Alençon, que se aliou aos huguenotes, faz frente ao rei e se recusa a aceitar qualquer negociação enquanto sua irmã não fosse libertada. Margarida é libertada, e medeia, junto com sua mãe, as negociações de paz. As negociações terminam com a elaboração de um texto extremamente vantajoso para os protestantes e para Alençon: o Édito de Beaulieu.

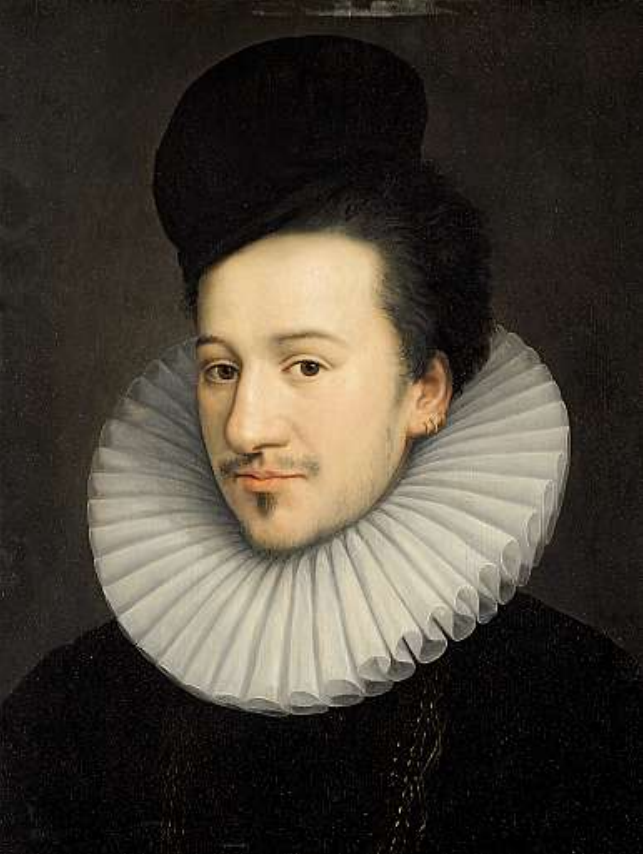
Francisco, Duque de Alençon. Retrato por Jean Decourt (1576).

Durante este conflito, Henrique de Navarra e Margarida se reconciliam, ao ponto em que ela começa a relatar informações relevantes da corte em suas cartas. Henrique, que mais uma vez se converteu a fé protestante, exigia que Margarida se juntasse a ele em seu reino de Navarra.  Mas Catarina de Médici e Henrique III se recusaram a libertá-la, temendo que Margarida se tornasse refém nas mãos dos huguenotes ou que agisse para fortalecer a aliança entre Navarra e Alençon. No entanto, Catarina estava persuadida de que Henrique de Navarra poderia potencialmente mudar de religião novamente, e usava sua filha como isca para atraí-lo para Paris.

## Missão diplomática nos Países Baixos
Em 1577, quando a guerra civil começa a esfriar, Margarida - dividida entre a lealdade devida ao marido e ao irmão - solicita a autorização para viajar, em nome do seu irmão mais novo, Francisco de Alençon, ao sul da Holanda. Os flamengos, que se revoltaram em 1576 contra o domínio espanhol, pareciam dispostos a oferecer um trono a um príncipe tolerante e disposto a contribuir com o apoio diplomático e militar necessário para alcançar a independência. Henrique III finalmente aprovou a viagem que, por sua vez, deu-lhe a oportunidade de se livrar do irmão.
Com o pretexto de curar-se com um banho de águas termais em um Spa, Margarida começa sua viagem. Ela se dedicou por dois meses em sua missão: em cada uma de suas paradas, aproveitava a oportunidade para interagir com os nobres hostis à Espanha e para destacar os méritos de seu irmão, tentando convencê-los das vantagens de torná-lo príncipe. Margarida também faz amizade com o governador da Holanda, D. João de Áustria, vencedor da histórica Batalha de Lepanto, com quem manteve uma relação cordial. Quase um quarto de suas Memórias são dedicadas a esta missão. Para Margarida, seu retorno para a França apresentava algumas dificuldades, pois o país estava em plena insurreição, e ela temia ser feita refém pelas tropas espanholas.
No final, apesar dos contatos úteis que Margarida fez, Alençon foi incapaz de derrotar o exército espanhol.

Depois de relatar sua missão ao irmão mais novo, Margarida voltou a corte. A luta se multiplicou entre os mignons de Henrique III e os apoiantes de Alençon, e na vanguarda dos quais estava Bussy d'Amboise, amante de Margarida. Em 1578, Alençon pediu para estar ausente. Mas Henrique III viu na sua ausência a prova de sua participação em uma conspiração. Ele o prendeu no meio da noite e o manteve no seu quarto, onde Margarida se juntou a ele. Quanto a Bussy, ele foi levado para a Bastilha. Poucos dias depois, Francisco fugiu novamente, graças a uma corda jogada para fora da janela de sua irmã.

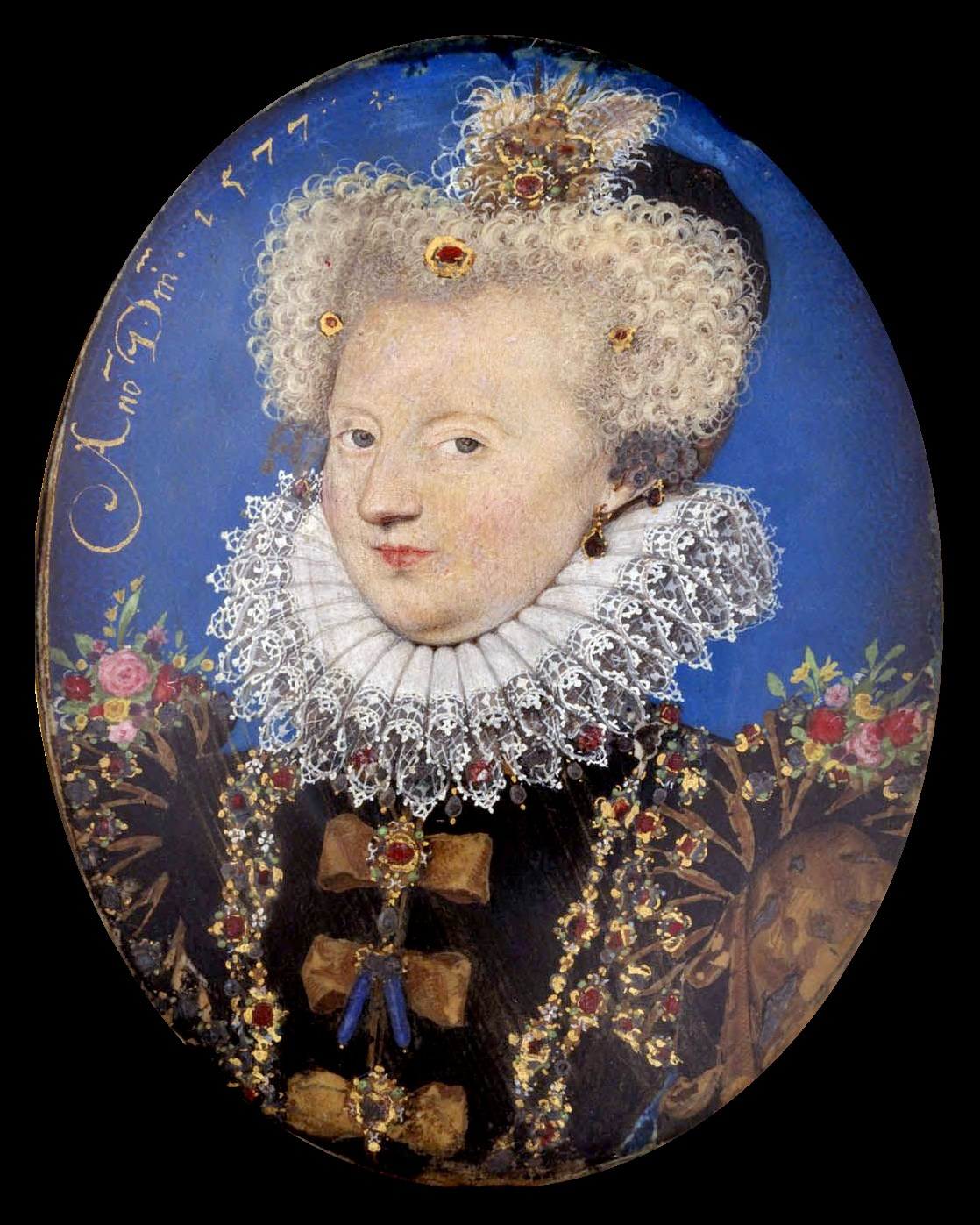
Rainha Margarida de Navarra, por Nicholas Hilliard (1577).

## Corte de Nérac
Pouco depois, Margarida, que negou qualquer participação nesta fuga, finalmente obteve permissão para se juntar ao marido. Catarina também viu os anos passarem e que ainda não tinham um herdeiro. Ela esperava um novo casamento e convidou seu genro a agir como um bom marido. Talvez Henrique III e a Rainha Mãe também esperassem que Margarida pudesse desempenhar um papel de conciliação nas províncias turbulentas do sudoeste.
Para o retorno ao seu marido, Margarida foi acompanhada por sua mãe e seu chanceler, o renomado humanista, magistrado e poeta, Guy Du Faur de Pibrac. Esta jornada foi uma oportunidade para entrar nas cidades cruzadas, uma maneira de estreitar os laços com a família reinante. No final da jornada, finalmente encontraram o Rei de Navarra. Catarina e seu genro concordaram com as modalidades de execução do último edito de pacificação - o objeto da conferência de Nérac em 1579. Então, a Rainha Mãe voltou para Paris.

Após sua partida, os cônjuges ficaram brevemente em Pau, onde Margarida sofreu com a proibição do culto católico. Eles então se estabeleceram em Nérac, capital do Albret, que fazia parte do reino da França e onde as normas religiosas e a intolerância em vigor em Bearne não se aplicavam:
A nossa residência, durante a maior parte do tempo que mencionei, foi Nérac, onde nossa Corte foi tão brilhante que não tivemos motivos para se arrepender da nossa ausência da Corte da França. Tivemos conosco a Princesa de Navarra, a irmã do meu marido; havia também uma série de ladies que pertenciam a mim mesma. O Rei, meu marido, contou com a presença de um corpo numeroso de lordes e senhores, todos pessoas galantes, como eu já havia visto em todas as cortes; e o único lamento era que fossem Huguenotes. [...] Às vezes, caminhamos pelo parque nas margens do rio, cercados por uma avenida de árvores de três mil metros de comprimento. O resto do dia era passado com diversões inocentes; e à tarde, ou à noite, geralmente era feito um baile.

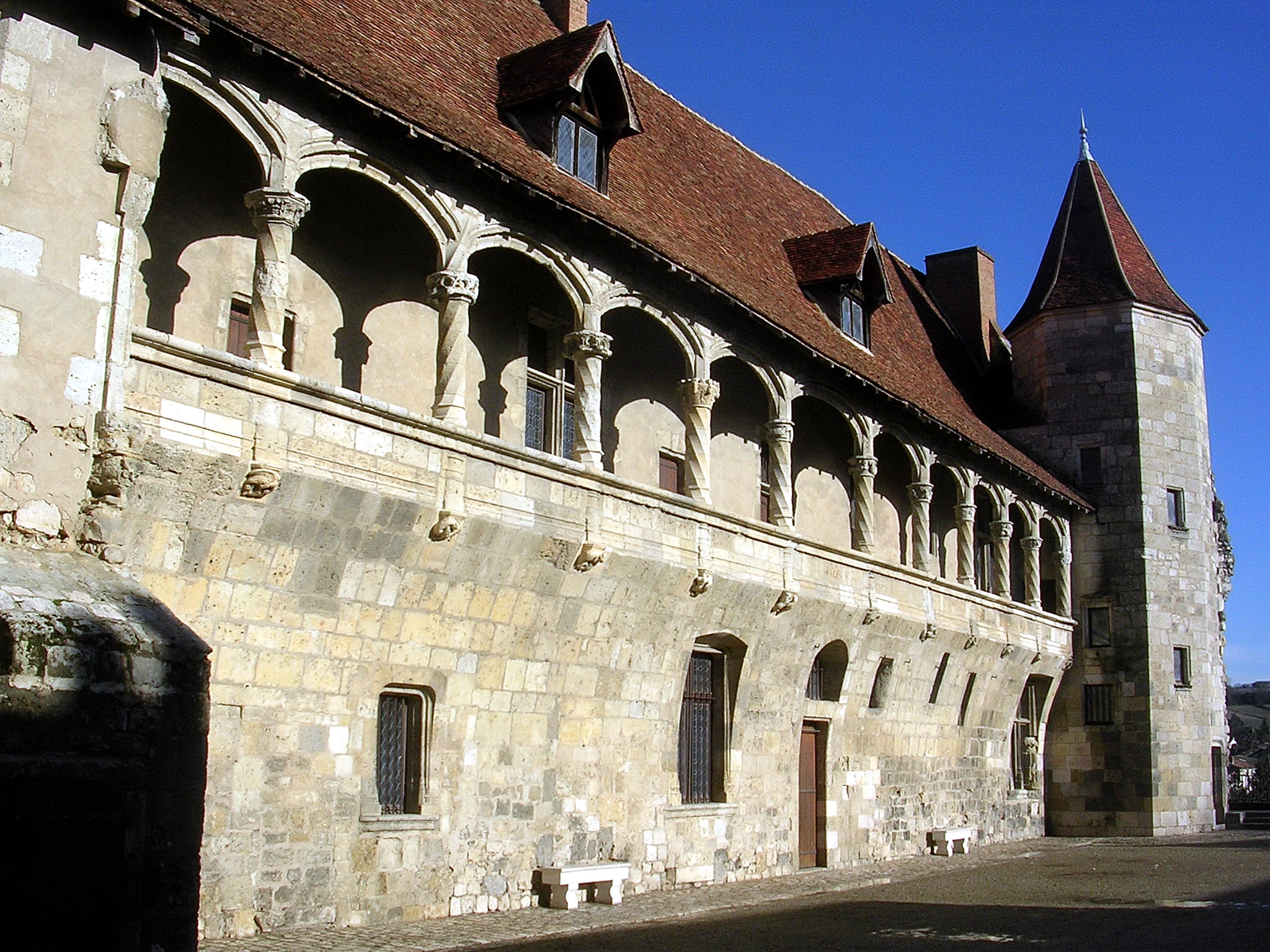
Castelo de Nérac

A rainha Margarida trabalhou para criar uma corte refinada. Ela realmente estava formando uma verdadeira academia literária. Além de Agrippa d'Aubigné, companheiro militar de Navarra, e Pibrac, os poetas Guillaume de Salluste Du Bartas e Michel de Montaigne também frequentavam a corte. Margarida teve muitas trocas de experiências com o autor de Ensaios.
A corte de Nérac tornou-se especialmente famosa pelas aventuras amorosas que ocorreram lá, a ponto de ter inspirado o Love's Labour's Lost de Shakespeare. Margarida teve um caso com um dos mais ilustres companheiros de seu marido, o Vicomte de Turenne. Henrique de Navarra, por sua parte, tentou conquistar todas as criadas de honra que acompanhavam sua esposa. Em 1579, uma guerra religiosa, mais tarde chamada de "Guerra dos Amantes", estourou entre os huguenotes e o Rei Henrique III.
O conflito foi provocado pela aplicação incorreta do último édito de pacificação e por um conflito entre Navarra e o tenente-general do rei na Guiana, uma província na qual Henrique era governador. Durante o conflito, Margarida tomou o lado de seu marido. Durou brevemente (1579-1580), graças, em parte, à Rainha de Navarra, que sugeriu chamar seu irmão Alençon para liderar as negociações. Eles foram rápidos e isso culminou no tratado de Fleix.

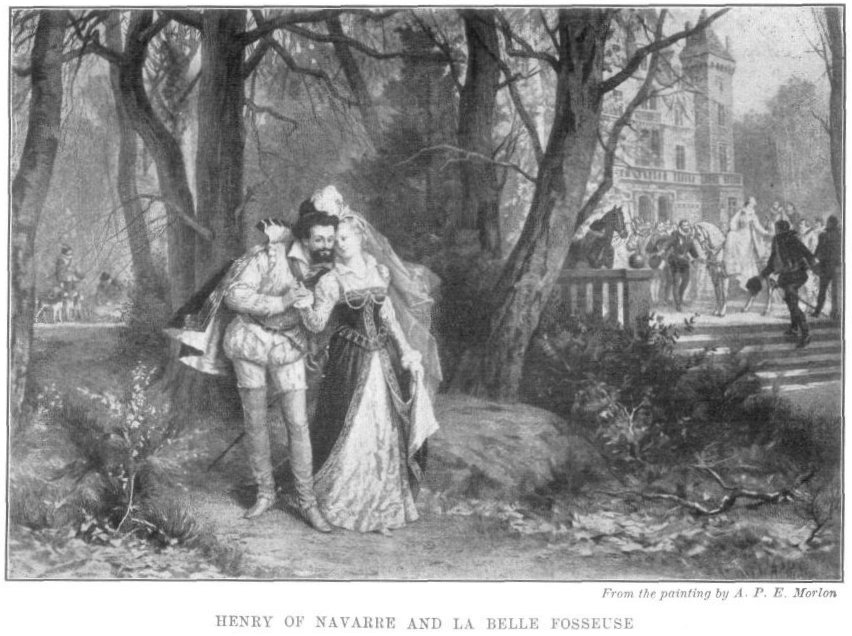
Henrique de Navarra e La Belle Fosseuse.

É então que Margarida se apaixona pelo estribeiro de seu irmão, Jacques de Harlay, lorde de Champvallon. As cartas que ela endereçava a ele ilustravam sua concepção de amor, impressa com o Neoplatonismo. Era uma questão de privilegiar a união das mentes com a dos corpos - o que não significava que Margarida não apreciasse o amor físico - para provocar a fusão das almas.
Após a partida de Alençon, a situação de Margarida deteriorou-se. Uma de suas damas de companhia, Françoise de Montmorency-Fosseux, uma garota de 14 anos, conhecida como La Belle Fosseuse, estava em um apaixonado caso com o Rei de Navarra e acabara engravidando. Margarida propôs banir sua rival da corte, mas Françoise gritou que se recusaria a cooperar. Ela nunca deixou de incitar Henrique contra sua esposa, na esperança de talvez se casar com ele. "Desde aquele momento até a hora da entrega [da amante], que foi alguns meses depois, [meu marido] nunca falou comigo. [...] Dormimos em camas separadas no mesmo aposento, e fizemos isso por algum tempo", relembrou Margarida.
Françoise finalmente deu à luz uma filha, mas a criança nasceu morta. "Isso agradou Deus de uma forma que ela deu à luz uma filha morta", escreveu a rainha em suas Memórias.

## Escândalo em Paris

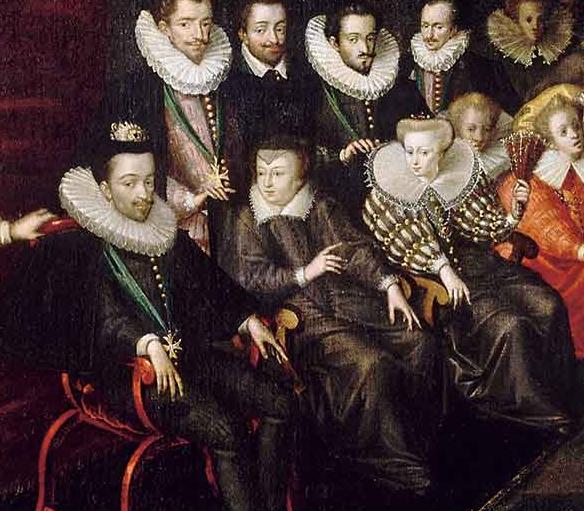
Henrique III, Catarina de Médici e a Rainha Luísa de Lorena (detalhe), Escola Franco-Flamenga, cerca de 1582.

Em 1582, Margarida voltou para Paris. Ela não conseguiu dar um herdeiro ao seu marido, uma coisa que teria fortalecido sua posição. No entanto, os verdadeiros motivos de sua partida eram obscuros. Sem dúvida, ela queria escapar de uma atmosfera que se tornou hostil, mas talvez também quisesse se aproximar de seu amante Champvallon, ou apoiar seu irmão mais novo, Alençon. Além disso, o Rei Henrique III e a Rainha Mãe insistiram para que ela voltasse, esperando assim atrair o Rei de Navarra para a corte da França.
A Rainha Margarida foi inicialmente bem recebida por seu irmão, o Rei. Ela manteve uma correspondência ativa com seu marido e tentou convencê-lo a encontrá-la em Paris. Mas Henrique de Navarra não ficou convencido e o rompimento entre marido e mulher ocorreu quando Margarida perseguiu La Belle Foussese em seu serviço como dama de companhia da Rainha Mãe. Após afastar-se mais uma vez de seu marido, de novembro de 1582 a agosto de 1583, a Rainha de Navarra retomou seu relacionamento com Champvallon, que havia retornado para Paris.
Enquanto isso, a relação entre Margarida e seu irmão Henrique III tornou-se muito tensa. Enquanto o Rei alternava a vida dissoluta e as crises de misticismo, Margarida encorajou a zombaria contra sua moral e fez inimizade com dois dos seus principais mignons, o Duque de Epernon e o Duque de Joyeuse, que a retaliaram ao divulgar relatórios muito prejudiciais sobre sua vida privada. Além disso, Margarida encorajou Alençon a continuar sua expedição para a Holanda, que o Rei Henrique III desejava interromper, temendo uma guerra com a Espanha.

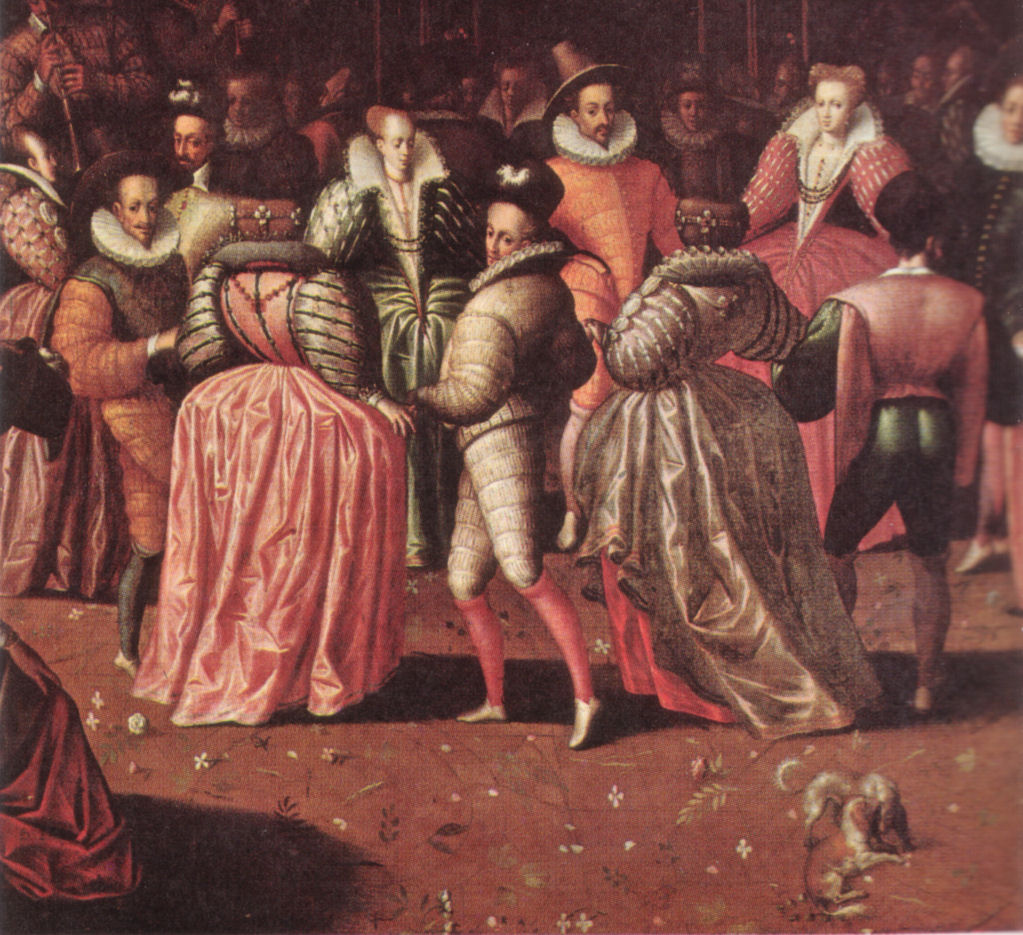
Baile na Corte de Henrique III (detalhe), Escola Franco-Flamenga, cerca de 1582.

Quando, em junho de 1583, adoeceu, rumores diziam que estava grávida de Champvallon. Henrique III logo ficou escandalizado por sua reputação e comportamento, e expulsou-a da corte, uma medida sem precedentes que fez escândalo em toda a Europa, já que a partida de Margarida foi acompanhada por várias humilhações. A corte da Rainha foi detida pelos guardas de Henrique III e alguns de seus servos foram presos e interrogados pelo próprio Rei, especialmente sobre o possível nascimento de um filho bastardo de Jacques de Harlay.
Alertado sobre os rumores, o Rei de Navarra se recusou a receber sua esposa. Ele deu a Henrique III explicações embaraçosas, depois compensações. A Rainha de Navarra permaneceu por oito meses dividida entre as cortes da França e de Navarra, esperando que as negociações fossem concluídas. Os chefes militares dos Huguenotes encontraram lá o casus belli que estavam esperando e Navarra aproveitou para apoderar-se de Mont-de-Marsan, que Henrique III concordou em ceder a ele para encerrar o incidente.
Em 13 de abril de 1584, depois de longas negociações, Margarida foi autorizada a retornar à corte de seu marido em Navarra, mas recebeu uma recepção gelada. A situação piorou. Em junho de 1584, seu irmão Francisco morreu e ela perdeu seu aliado mais valioso. Com a morte de Alençon, Henrique de Navarra tornou-se herdeiro presuntivo ao trono francês e a pressão para produzir um herdeiro aumentou. Em 1585, sua nova amante, Diane d'Andouins, apelidada de La Belle Corisande, pressionou o Rei de Navarra a repelir Margarida, na esperança de se casar com ele.

## Rebelião e prisão

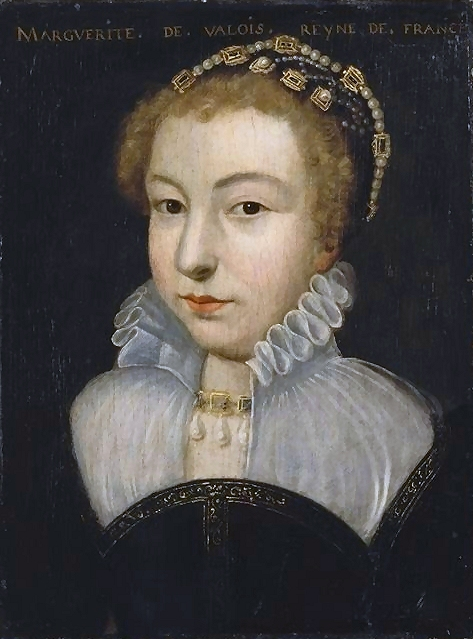
Retrato da Rainha Margarida de Valois. Século XVI.

Em 1585, com um gesto nunca antes visto por uma Rainha do século XVI, Margarida abandonou o marido. Ela restabeleceu a Liga Católica, que uniu também os intolerantes católicos com as pessoas hostis à política de sua família e de seu marido. Determinada a superar suas dificuldades, Margarida planejou um Golpe de Estado e tomou o poder sobre Agen, um de seus apanágios. A Rainha de Navarra passou vários meses fortificando a cidade. Recrutando tropas, enviou-os ao ataque às cidades ao redor de Agen.
Mas, cansados das exigências da rainha, os Agenais se revoltaram e fizeram um acordo com o tenente de Henrique III. À chegada das tropas reais, Margarida teve que fugir precipitadamente. Recusando as súplicas de sua mãe para que ela se mudasse para uma mansão real, recuou para sua altiva e impenetrável fortaleza de Carlat com Jean de Lard de Galard, seigneur de Aubiac, seu suposto amante, a quem nomeou capitão de suas guardas.
Depois de um ano, provavelmente por causa da aproximação das tropas reais, Margarida se refugiou no castelo de Ibois, um pouco ao norte da Auvérnia, que lhe foi proposto por sua mãe. Mas logo ela se viu cercada pelas tropas reais que se apoderaram da fortaleza. Ela esperou quase um mês por uma decisão sobre seu destino.
Em 13 de outubro de 1586, Margarida foi presa por seu irmão Henrique III no castelo de Usson, na Auvérnia. D'Aubiac foi executado, por desejo de Catarina de Médici, em frente a Margarida. Margarida supôs que ela iria morrer e em uma carta de despedida para a Rainha Mãe, pediu que, após sua execução, uma autópsia fosse realizada para provar que ela não estava, apesar das fofocas, grávida de um filho de Aubiac. Mas de repente, seu carcereiro, o Marquês de Canillac, mudou do lado real na guerra civil para o da Liga Católica e a libertou no início de 1587. Rumores na corte da França relataram que ela o seduziu, mas provavelmente ele foi comprado por ela. Sua liberdade era perfeita para a Liga: isso garantiria que Henrique de Navarra continuaria sem herdeiro.
Apesar da aquisição da liberdade, Margarida decidiu permanecer no castelo de Usson, onde morou por dezoito anos. De sua vida em Usson, havia poucas informações confiáveis, então muitas lendas se reuniram em torno dela. Aqui, ela soube da morte de sua mãe e do assassinato de seu irmão Henrique em 1589. Seu marido, Henrique de Navarra, tornou-se rei da França sob o nome de Henrique IV. No entanto, ele não foi aceito pela maioria da população católica até que se converteu quatro anos depois.
Durante este tempo, Margarida conseguiu criar, como fez em Nérac, uma nova corte de intelectuais, músicos e escritores. Ela restaurou o castelo e cometeu seu tempo a ler muitas obras, especialmente religiosas e esotéricas. Mesmo sua condição financeira melhorou quando sua cunhada, Isabel da Áustria, com quem ela sempre teve boas relações, começou a enviar-lhe metade de sua renda.
Em 1594, Margarida recebeu de seu amigo Pierre de Bourdeille, conhecido como Brantôme, com quem mantinha contato por cartas, um panegírico intitulado Discours sur la Reine de France et de Navarre. Em resposta ao trabalho do poeta, que na percepção da Rainha continha cinco ou seis erros e falsos rumores sobre ela, ela escreveu suas Memórias. Foi a primeira mulher a ter feito isso.
Fui induzida a realizar minhas Memórias pelas mais de cinco ou seis observações que tive ocasião de fazer sobre o seu trabalho, já que você parece ter sido mal informado à cerca de determinados detalhes. Por exemplo, naquela parte em que se faz menção de Pau e da minha jornada na França; nesse ponto, você fala do falecido Marechal de Biron, de Agen, e do Marquês de Canillac de forma igual.
Seu trabalho foi dedicado a Brantôme, e consiste em uma autobiografia desde sua infância até 1582. As Memórias foram publicadas postumamente em 1628. A Rainha Margarida também foi visitada por escritores, começando pelo fiel Brantôme, mas também por Honoré d'Urfé, que sem dúvida se inspirou em Margarida ao criar a personagem Galathee em L'Astrée, e Joseph Scaliger, que visitaram Usson em 1599.

## Reconciliação
Em 1593, Henrique IV propôs pela primeira vez a Margarida uma anulação do casamento. Margarida retomou contato com ele para tentar corrigir sua situação financeira. Sua esterilidade foi provada, mas ela sabia que o novo Rei precisava de um filho legítimo para consolidar seu poder. Para isso, ele precisava do apoio de sua esposa porque desejava se casar novamente.

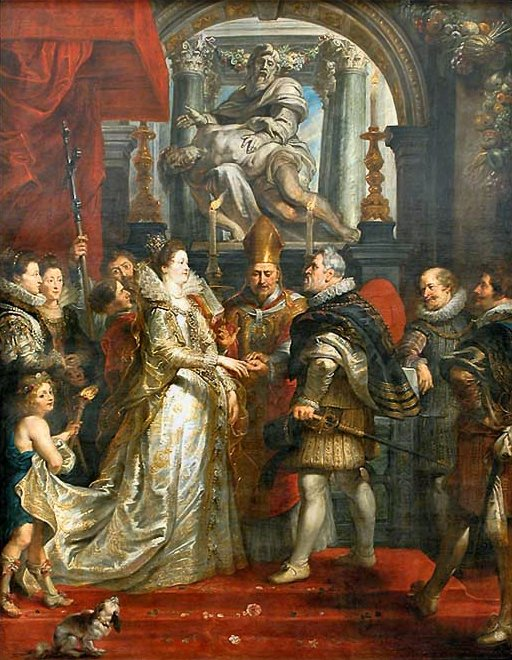
Casamento de Henrique IV e Maria de Médici por Peter Paul Rubens. Século XVII.

As negociações começaram após o retorno da paz e o volta de Henrique IV ao catolicismo. Para apoiar a invalidez do casamento junto ao papa, o Rei e Margarida apresentaram a esterilidade de seus pares, sua consanguinidade e os defeitos formais do casamento. Durante as negociações, a situação financeira da rainha melhorou, mas Henrique pensou em casar com sua amante, Gabrielle d'Estrées, mãe de seu filho, César, que foi legitimado em 1595. Margarida recusou-se a aprovar um novo casamento desonroso: "É repugnante para mim colocar na minha posição uma mulher de tão baixa origem e de uma vida tão impura quanto a de quem fala rumores".
Ela parou as negociações, mas depois da morte oportuna de Gabrielle por eclampsia, Margarida voltou a sua demanda por razões de consciência, em troca de uma forte compensação financeira e do direito de manter o uso de seu título real. O Papa Clemente VIII pronunciou o cancelamento em 24 de outubro de 1599. Mais tarde, em 17 de dezembro de 1599, o arcebispo de Arles anunciou a anulação do casamento de Henrique IV com Margarida de Valois. Um ano depois, Henrique IV casou-se com Maria de Médici, que nove meses depois lhe deu um filho.
Após a anulação do casamento, continuaram as boas relações entre os dois ex-cônjuges. Após vinte anos de exílio, Margarida entrou nas graças do Rei da França. Seu caso não era comum, mas sua nova posição permitiu que ela recebesse em Usson novos visitantes encantados com a qualidade cultural deste "novo Parnassus" e a generosidade de sua anfitriã.
Por outro lado, bem estabelecida na Auvérnia e bem informada, não falhou em detectar os esquemas do Conde de Auvergne, filho bastardo do Rei Carlos IX de França e irmão uterino de Henriette d'Entragues - uma amante desalojada pelo Rei Henrique IV. Devidamente informado, o rei ordenou em 1604 a captura do conspirador e a confiscação de todos os seus bens. A rainha Margarida deveria, com o tempo, ter herdado da Auvérnia um imóvel pertencente a sua mãe, Catarina de Médici, que a havia deserdado em favor de Henrique III. Margarida iniciou um longo julgamento e o rei permitiu que ela voltasse a Paris para administrar seu caso.

## Últimos anos em Paris

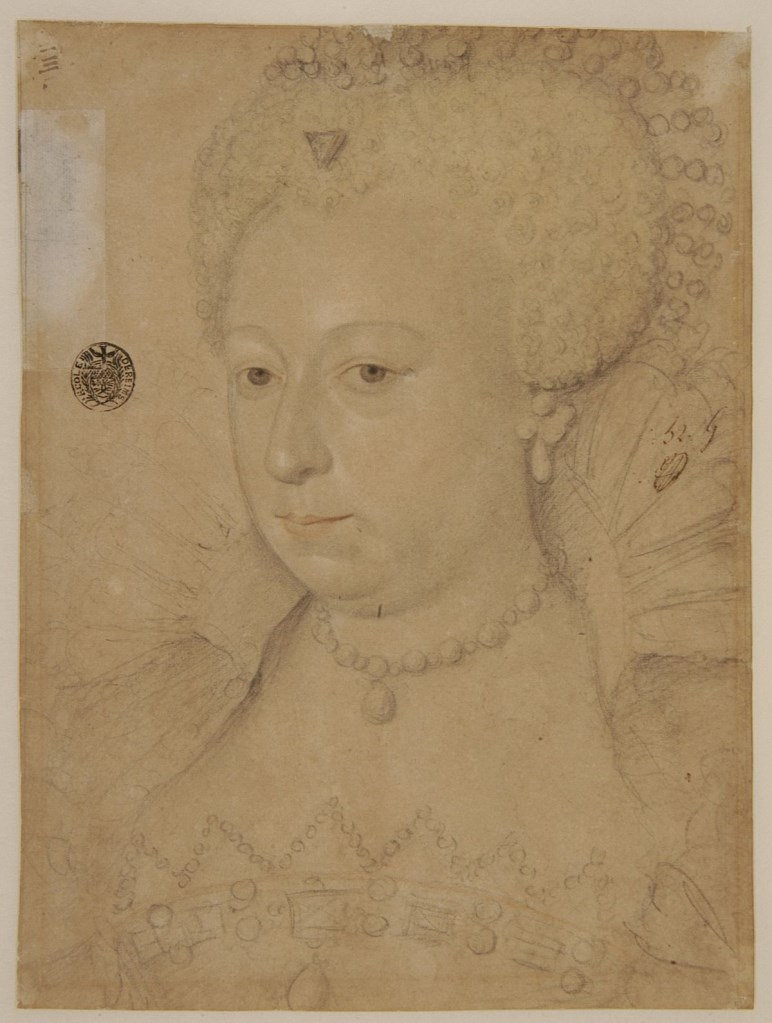
Esboço retratando a Rainha Margarida de Valois após seu retorno a Paris em 1605.

Em 1605, depois de dezenove anos em Usson, Margarida fez seu retorno à capital. Ela mudou pouco - pelo menos no que diz respeito aos seus gostos; quanto ao físico, se tornou "horrivelmente robusta", de acordo com Tallemant des Réaux.
Em Paris, Margarida estabeleceu-se como mentora das artes e benfeitora dos pobres. Ela também se tornou muito devotada a Igreja e Vicente de Paulo seu tornou seu capelão.
Em 1606 conseguiu vencer o processo contra o seu sobrinho e ganhou toda a herança materna. Depois, Margarida nomeou como seu herdeiro universal o delfim Luís. Este foi um movimento político extremamente importante para a família Bourbon, pois tornou oficial a transição dinástica entre a família Valois, da qual a rainha Margarida era o última descendente legítima, e a da dinastia de Bourbon, que acabará de se estabelecer no trono da França.
Isso serviu também para fortalecer a amizade que foi criada com a Rainha Maria de Médici, e para deslegitimar as reivindicações de Henriette d'Entragues, irmã de Carlos de Valois e amante de Henrique IV, que alegou que seu filho era o herdeiro legítimo do Rei. Margarida também ajudou a planejar eventos na corte e a educar os filhos de Henrique IV e Maria. Em 1608, no nascimento do príncipe Gastão da França, futuro Duque de Orleães, ela foi escolhida pelo próprio Rei como a madrinha dos recém-nascido.

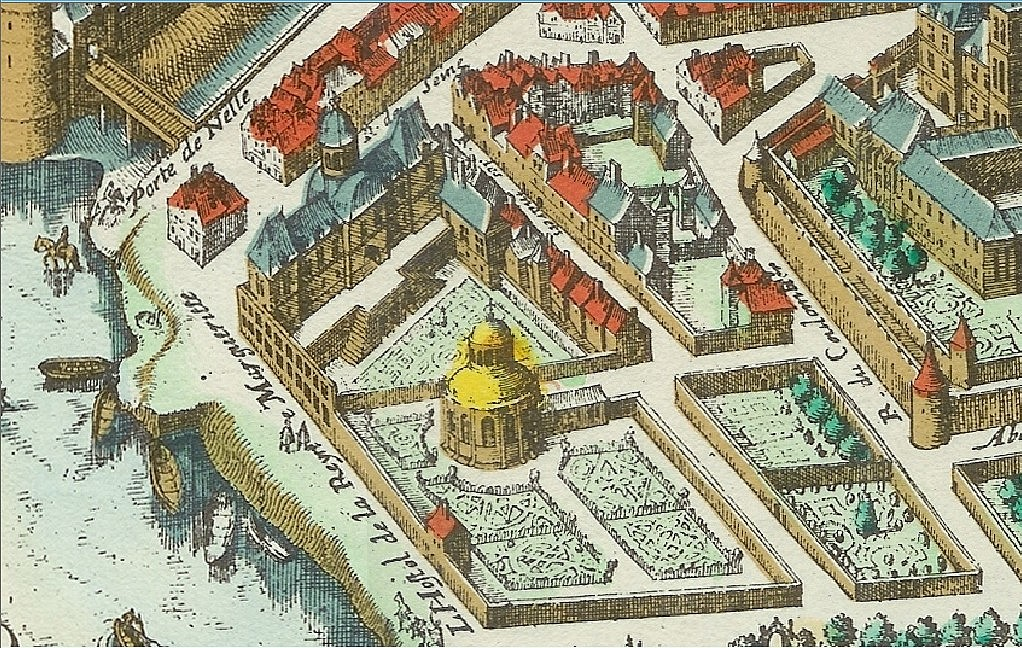
L'Hostel de la Reine Marguerite construído por Jean Bullant em 1609 e seus jardins, como mostrado nos planos de Paris de 1615 por Matthäus Merian.

Ela instalou sua casa na margem esquerda do Sena, no Hostel de la Reyne Margueritte que está ilustrado no Plan de Mérian de Paris de 1619 (ao lado); o hostel foi construído para ela pelos projetos de Jean Bullant em 1609. Foi demolido e parcialmente substituído em 1640 pelo Hôtel de La Rochefoucauld.
O palácio tornou-se um centro político e intelectual parisiense.Margarida dava recepções brilhantes com apresentações teatrais e balés que duravam até a noite, e, com excelentes patrocinadores, abriu um salão literário onde ela organizou uma companhia de filósofos, poetas e estudiosos (entre eles estavam Marie de Gournay, Philippe Desportes, François Maynard, Etienne Pasquier, Théophile de Viau).
Em 13 de maio de 1610, a Rainha Margarida acompanhou a coroação de Maria de Médici na Basílica de Saint Denis. No dia seguinte, Henrique IV foi assassinado pelas mãos do monge fanático François Ravaillac e Maria obteve a regência por seu filho menor.
A regente confiou a ela vários papéis diplomáticos, incluindo a recepção de embaixadores estrangeiros na corte e nos Estados Gerais em 1614, em que Margarida foi encarregada de negociar com os representantes do clero. Esta foi sua última tarefa pública.

## Morte
No início de março de 1615, Margarida estava perigosamente doente. Ela morreu em seu Hostel de la Reyne Marguerite, em 27 de março de 1615. "Em 27 de março - escreveu Paul Phélypeaux de Pontchartrain - morreu em Paris, a Rainha Margarida, a única sobrevivente da raça de Valois, uma princesa cheia de bondade e boas intenções para o bem-estar e o tranquilidade do Estado".
A Rainha Margarida foi enterrada na capela funerária dos Valois na Basílica de Saint-Denis. Seu caixão desapareceu e não se sabe se foi removido ou transferido quando a construção da capela foi concluída, ou destruído durante a Revolução Francesa.

## Na cultura popular
- Margarida aparece no livro A Rainha Margot de Alexandre Dumas, escrito em 1845;
- É interpretada pela atriz francesa Isabelle Adjani no filme A Rainha Margot de 1994, baseado no livro de Alexandre Dumas;
- Em Intolerância, filme mudo de 1916, é interpretada pela atriz americana Constance Talmadge.